# Optical PAyload for Lasercomm Science

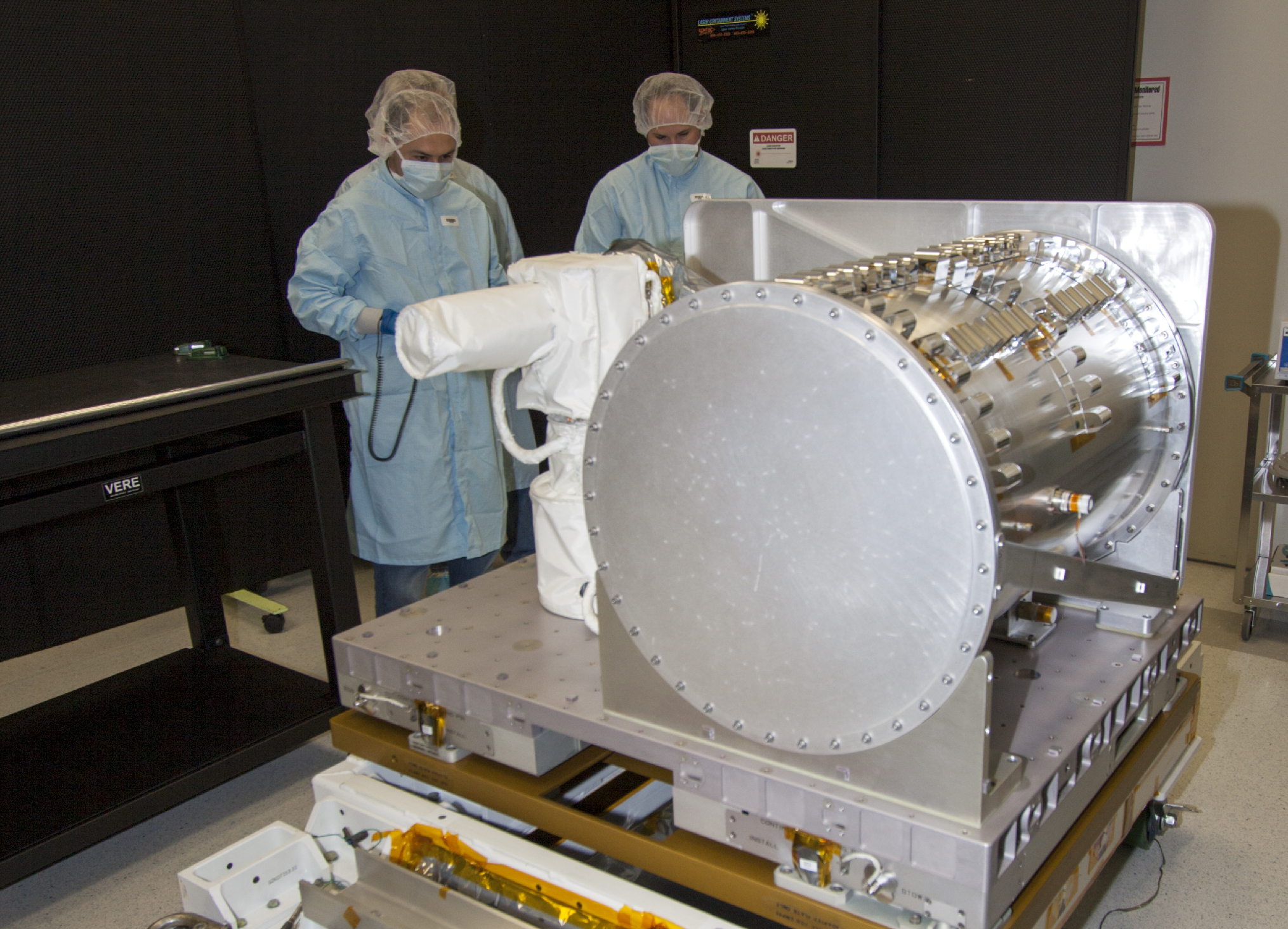
L'instrument OPALS en cours d'assemblage.

Optical PAyload for Lasercomm Science, plus généralement désigné par son acronyme OPALS est un équipement de télécommunications spatiales embarqué à bord de la Station spatiale internationale en avril 2014 dont l'objectif était de tester la technologie des Télécommunications optiques spatiales (par laser) entre un engin spatial et des stations terrestres. OPALS, qui a fonctionné durant 90 jours, a fourni des résultats satisfaisants de nuit et par temps clair. L'instrument a été développé par le Jet Propulsion Laboratory établissement de l'agence spatiale américaine, la NASA.

## Objectifs
L'expérience OPAL avait pour objectif de tester le fonctionnement d'un système de communications optique pour des échanges entre la surface de la Terre et l'espace. Un tel système présente l'avantage d'accroitre le débit des données transmises.

## Caractéristiques techniques

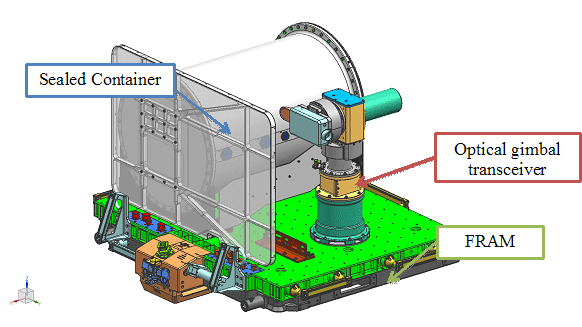
Schéma de l'équipement de télécommunications spatiales optiques OPALS.

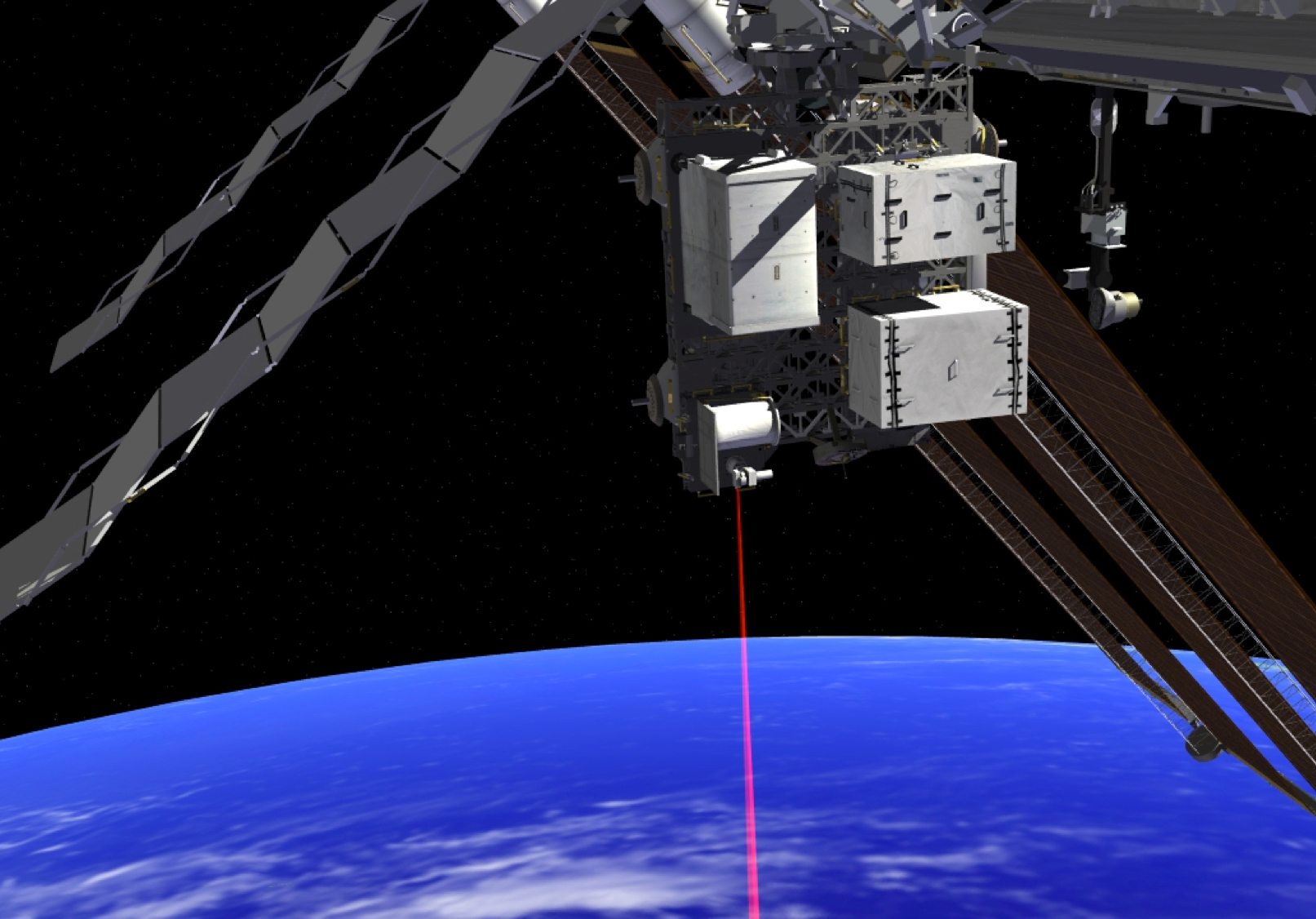
OPALS en fonctionnement (vue d'artiste).

OPALS comporte trois sous-ensembles  :
- Le composant le plus volumineux est un container de forme cylindrique qui contient l'avionique et les équipements de distribution de l'énergie dans une atmosphère pressurisée à un bar. Cela permet d'utiliser des équipements sur étagère non conçus pour l'environnement spatial.
- La tête optique orientable (Optical Gimbal Transceiver) comprend une caméra permettant de recevoir le signal montant et un laser collimaté destiné à transmettre des données au sol. Cet ensemble est orientable avec deux degrés de liberté.
- Ces deux équipements sont fixés sur une structure, baptisée FRAM (Flight Releasable Attachment Mechanism) qui sert d'interface avec le vaisseau cargo durant le transport et avec la station spatiale par la suite.

Sur Terre, la liaison est initiée à l'aide d'un groupe de quatre lasers installés dans l'Observatoire de Table Mountain situé à Wrightwood en Californie.

## Déroulement de la mission
OPALS est placé en orbite en avril 2014 par un cargo spatial SpaceX Dragon puis est installé sur la plateforme ExPRESS Logistics Carrier 1 située à l'extérieur de la Station spatiale internationale. Par la suite 18 tests de transmission sont effectués dont 9 de jour et 9 de nuit. Le premier test réussi, est réalisé le 5 juin et permet l'envoi vers la station de réception terrestre d'une vidéo de 175 mégabits. La transmission est effectuée en 148 secondes alors qu'elle aurait pris  10 minutes avec un système de télécommunications traditionnel. Par la suite des données d'ingénierie d'une taille comprise entre 200 et 300 mégaoctets ont été transmises en 20 secondes contre trois heures avec un système classique.

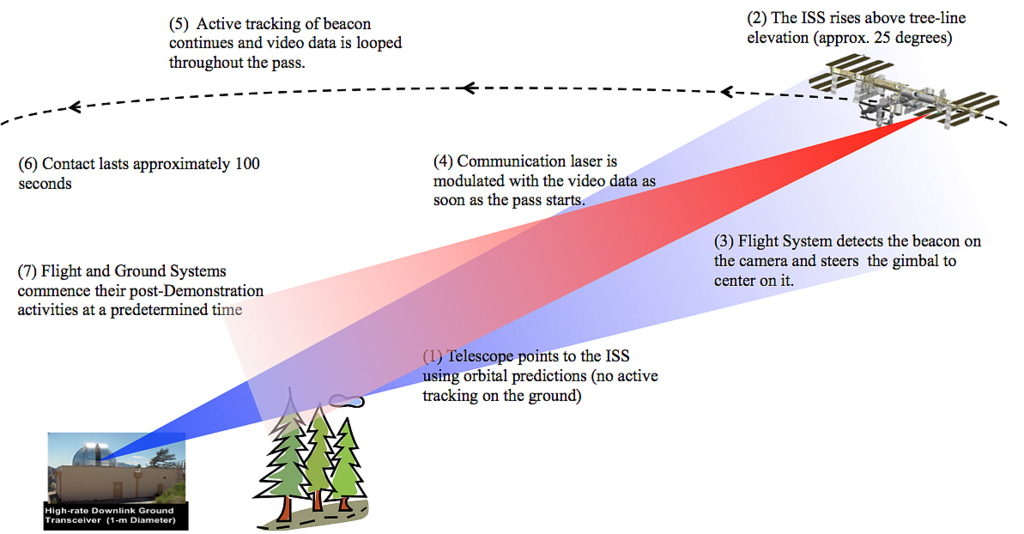
Schéma montrant le déroulement des échanges entre OPALS et l'équipement terrestre.